# Orrmaesia
Orrmaesia là một chi ốc biển, là động vật thân mềm chân bụng sống ở biển thuộc họ Drilliidae.

## Các loài
Các loài thuộc chi Orrmaesia bao gồm:
- Orrmaesia dorsicosta Kilburn, 1988[2]
- Orrmaesia nucella Kilburn, 1988[3]